# 파네톨리코스 FC
파네톨리코스 FC(그리스어: ΠΑΕ Παναιτωλικός)는 아그리니오를 연고로 하는 그리스의 축구 클럽이다. 현재는 수페르리가 엘라다에 참가하고 있다. 클럽 이름은 그리스어로 "범(汎)아이톨리아 체육 교육 클럽"을 뜻한다.

## 성적
- 풋볼 리그 2회 우승 (1975, 2011)
- 풋볼 리그 2 3회 우승 (1985, 1992, 1996)
- 델타 에트니키 2회 우승 (1989, 2004)

## 선수 명단

### 현역
참고: FIFA 자격 규정에 따라 소속된 국가대표팀 국기를 표시합니다. 선수는 복수의 FIFA 비회원국 국적을 가지고 있을 수 있습니다.
| 번호 | 포지션 | 국적                  | 이름              |
| ---- | ------ | --------------------- | ----------------- |
| 25   | MF     | 파라과이              | 세르지오 디아즈   |
| 26   | DF     | 보스니아 헤르체고비나 | 자스민 셀리코비치 |

| 번호 | 포지션 | 국적 | 이름 |
| ---- | ------ | ---- | ---- |

## 역대 감독
| 감독                | 임기   |
| ------------------- | ------ |
| 야니스 아나스타시우 | 2021 ~ |

틀:파네톨리코스 FC 선수 명단